# Brun rotte
Brun rotte (latin: Rattus norvegicus), også kendt som vandrerotte, er en gnaver, der normalt har en kropslængde på mellem 28 og 45 cm inkl. hale. Hunnerne vejer mellem 200-400 g, hanner mellem 300 og 700 g. De kan dog komme op og veje mere under rette omstændigheder.
Tænderne vokser gennem hele livet og der er i alt 12 kindtænder + 4 fortænder. De lange og kraftige fortænder, som kendetegner gnavere, er gode til at få hul på f.eks. nødder, som er en del af deres oprindelige føde. De gør også rotterne i stand til at gnave sig igennem overraskende stærke barrierer.
Føde: Stort set altædende.
Levesteder: Den brune rotte kan leve overalt. I Danmark er den ofte tilknyttet de ferske vande, og har her en semi-akvatisk levevis. Skovbække og -åer er gode steder at finde brune rotter i naturen, og deres spor er lette at kende langs med mudrede brinker. Nær mennesker lever de gerne i kloakrør, i husenes vægge eller under gulvet, og på lossepladser, hvor der er rigeligt med føde.
Kønsmoden: 7-8 uger for hunner. Hannerne lidt senere, dog får de som regel først unger når de er 3-4 mdr.
Antal unger pr. kuld: gennemsnitligt 8. Kan dog få op til 20.